# Convenció de Barcelona

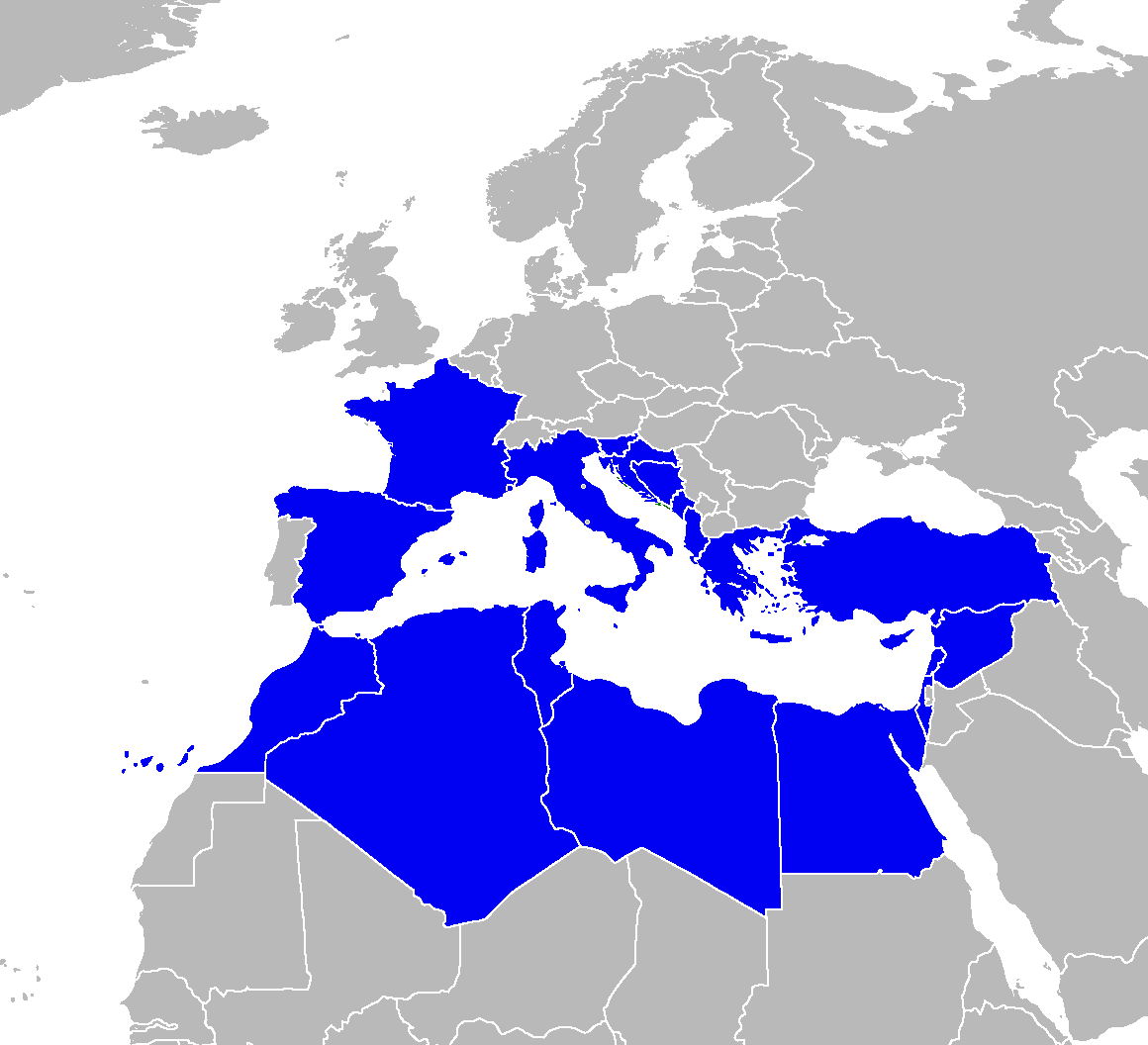
Mapa dels països signataris de la Convenció

La Convenció de Barcelona és un conveni signat el 1976 i ampliat el 1995 amb l'objectiu de protegir llocs marins d'àmbit mediterrani. Són signataris de la convenció Albània, Algèria, Bòsnia, Croàcia, Xipre, CEE, Egipte, Espanya, França, Grècia, Israel, Itàlia, el Líban, Líbia, Malta, Mònaco, el Marroc, Eslovènia, Síria, Tunísia i Turquia. Cada país ha de prendre les decisions necessàries per millorar i protegir el medi marí a la zona de la Mediterrània, per combatre la contaminació i el desenvolupament de la Regió, basat en els principis de la sostenibilitat. Va resultar en la redacció del «Pla d'Acció per a la protecció i el desenvolupament de la conca de la Mediterrània (PAM)», sota l'auspici del Programa de les Nacions Unides per al Medi Ambient (PNUMA). Crea les Zones Especialment Protegides d'Importància per a la Mediterrània (ZEPIM), per tal de salvaguardar ecosistemes i hàbitats de gran valor ecològic, paisatgístic i cultural.